# Îles Saroniques
Les îles Saroniques ou Sporades occidentales sont un archipel de Grèce situé dans le golfe Saronique, en mer Égée, entre l'Attique au nord-est, l'isthme de Corinthe au nord-ouest et le Péloponnèse au sud-ouest.

## Îles composant l'archipel
Les principales îles habitées de cet archipel sont Salamine, Égine, Angístri et Poros. Les îles de Hydra, Dokos et Spetsès, qui se trouvent au large de la pointe nord-est du Péloponnèse et donc entre le golfe Saronique et le golfe Argolique, sont parfois incluses dans les îles Saroniques appelées alors îles Argo-Saroniques. 
Les autres îles de l'archipel sont :  Les Diapories (de), Kira, Metori, Patroklos (en)...